# Rebeca Matte Bello
Rebeca Matte Bello attiva a Firenze (Santiago del Cile, 29 ottobre 1875 – Fiesole, 14 maggio 1929) è stata una scultrice cilena.
Diverse sue opere sono conservate nel Museo nazionale di belle arti del Cile.

## Biografia
Rebeca Matte nacque il 29 ottobre 1875 a Santiago del Cile in una famiglia agiata, figlia unica di Rebeca Bello Reyes e di Augusto Matte Pérez, ambasciatore del Cile, e nipote di Andrés Bello. Educata dalla nonna, Rebeca Matte crebbe in un ambiente intellettuale stimolante: la famiglia frequentava la cerchia di José Victorino Lastarria, Gabriel Jordan Amunátegui o ancora Alberto Blest Gana. Quando suo padre fu inviato a Parigi per lavoro anche lei si trasferì.
In Europa, Rebeca Matte studiò prima a Roma con Giulio Monteverde, poi a Parigi all'Académie Julian con Paul Dubois e Denys Puech. Negli anni giovanili fu influenzata dal lavoro di Auguste Rodin. Alfonso Panzetta la definisce «autrice di bronzi e marmi di gusto simbolista». Sposò il diplomatico Pedro Íñiguez Larraín e diede alla luce una figlia.
Nel 1899 espose al Salon di Parigi una statua intitolata Horace, che metteva in evidenza la rigidità fisica e psicologica provocata da un attacco epilettico. Nel 1908 il governo cileno le commissionò una scultura destinata alla Corte Internazionale di Giustizia dell'Aia: la statua intitolata Lo spettro della guerra venne installata nel 1914 nei giardini del Palazzo della Pace.
Matte Bello espose due opere al Salon d'Automne del 1913. La prima, «pieno di fascino e vigore», era un busto di un anziano lottatore raffigurato «mentre sfida la durezza della vita». La seconda opera, considerata una delle più belle del Salon, era intitolata Une vie e rappresentava una donna di mezza età seduta su una sfinge mentre guarda indietro. Il governo cileno continuò a commissionare opere a Matte. Nel 1914 la scultrice creò Héros de La Concepción, ora a Santiago. Lo stesso anno espose l'opera Dolore alla Biennale di Venezia. Le Figaro mise in luce il raffinato talento dell'artista della giovane scuola latinoamericana, e ne notò la maturità artistica e la tecnica, sia nelle opere in bronzo che in quelle in marmo, lavorate queste ultime col metodo diretto, ossia senza disegno né modello di riferimento.
Riconosciuta accademica ad honorem il 24 gennaio 1917, nel 1918 fu nominata professore onorario all'Accademia di Belle Arti di Firenze.
La figlia di Matte, Lily, morì di tubercolosi in un sanatorio nelle Alpi svizzere nel 1926. Matte, fortemente provata dalla morte della figlia, rinunciò alla creazione artistica, tornò in Cile dedicandosi ad opere di beneficenza a nome della giovane scomparsa.
Matte morì il 14 maggio 1929.
Suo marito donò una copia di Icaro e Dedalo al Museo nazionale cileno di belle arti che l'espose nel 1930. L'opera originale, di cui esiste un'altra copia, fu commissionata dal governo del Cile e offerta al Brasile per il suo centenario, ed era stata presentata al pubblico a Rio de Janeiro. 

## Riconoscimenti
Nel 1922, il Ministero dell'istruzione cileno istituì un premio intitolato a Matte Bello per ricompensare i più importanti scultori cileni.
Tra i premi ricevuti si segnalano:
- 1900, Prima Medaglia con menzione d'onore, Salon, Parigi, per Militza
- 1901, Terza Medaglia, Pan-American Exposition, Bufalo, Stati Uniti

## Opere
Tra le sue opere si ricordano:

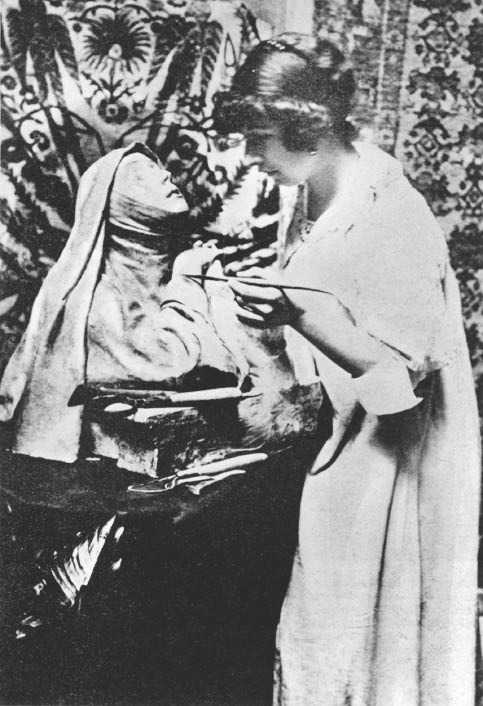
Rebeca Matte al lavoro sulla scultura di Santa Teresa

- Santa Teresa, 1907, scultura, Parigi
- Unidos en la gloria y en la muerte (Ícaro y Dédalo), 1922, bronzo, Museo nazionale delle belle arti, Cile[8]
- Horacio, marmo, Museo nazionale delle belle arti, Cile
- El eco, marmo, Museo nazionale delle belle arti, Cile
- Crudo invierno, 1912, bronzo, Museo nazionale delle belle arti, Cile
- Militza, marmo, Museo delle arti e dei mestieri di Linares, Cile
- La guerra, 1914, Palazzo della Pace, L'Aia, Paesi Bassi
- Tristeza, marmo, Palazzo Pitti, Firenze, Italia
- Homenaje a los héroes de la Concepción, 1920, bronzo, Avenida del Libertador Bernardo O'Higgins, Santiago, Cile
- Los aviadores, 1923, bronzo, Plaza Mauá, Rio de Janeiro, Brasile
- Ulises y Calipso, 1925, marmo, Sala del Club de La Unión, Santiago, Cile
- Mi hija, marmo, Cimitero Generale di Santiago, Cile
- Dolor, marmo, Cimitero Generale di Santiago, Cile
- Militza, prestato al Museo delle Arti e dei Mestieri di Linares, Cile
- La derelitta, Galleria d'arte moderna, Firenze, Italia
- Donna giacente su una scalinata, Galleria d'arte moderna, Firenze, Italia

## Galleria d'immagini

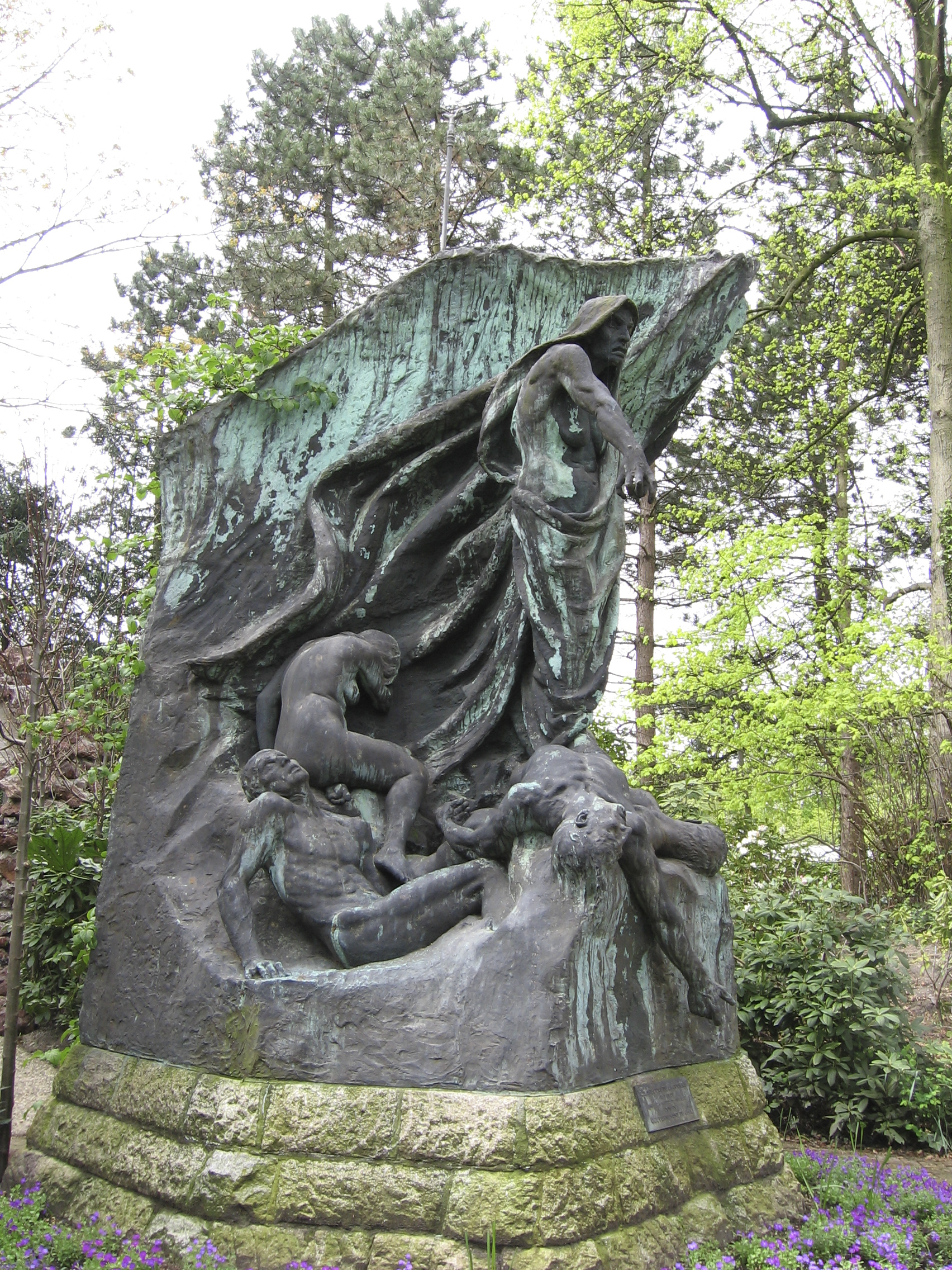
Lo spettro della guerra
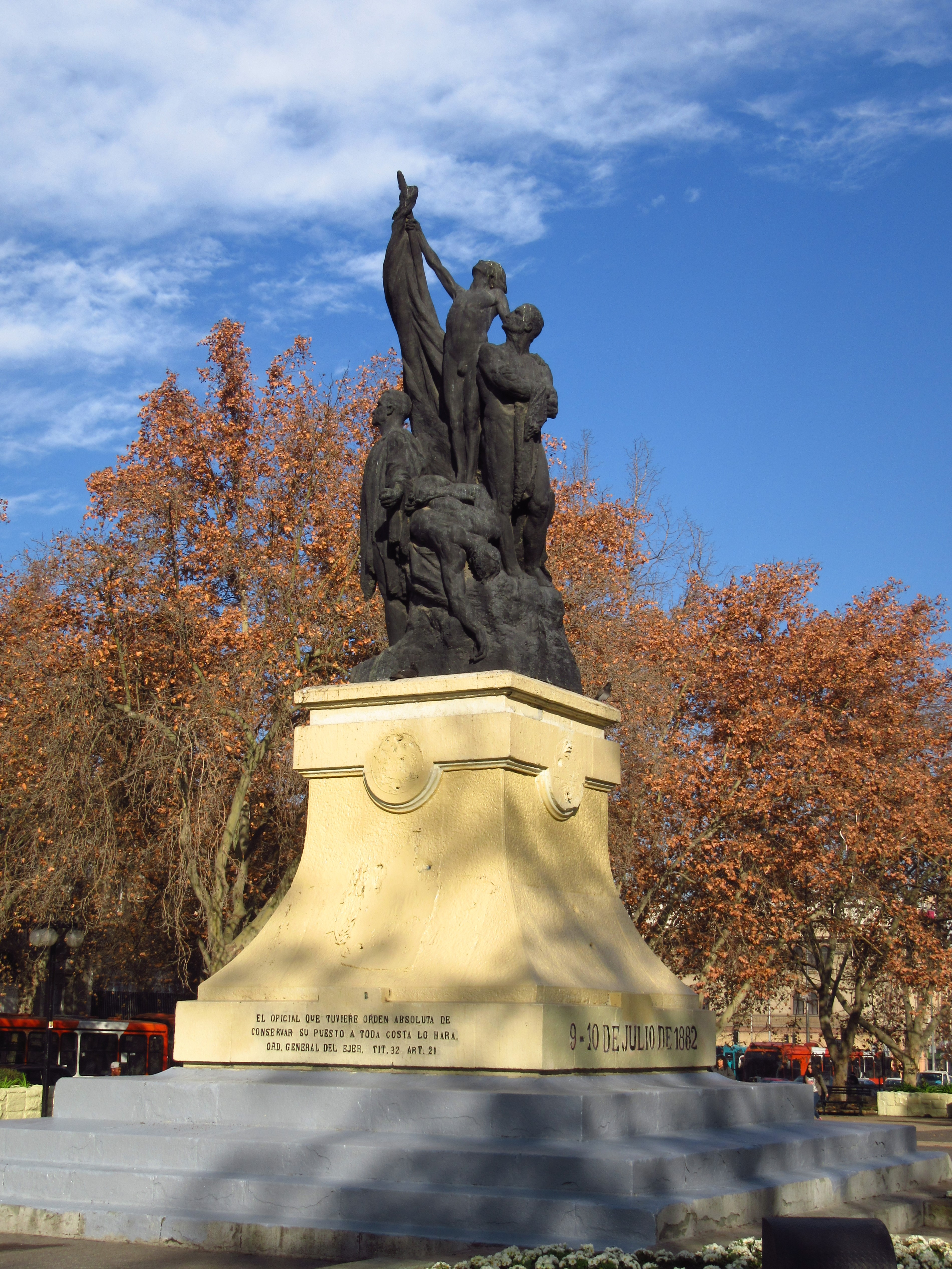
Homenaje a los héroes de la Concepción
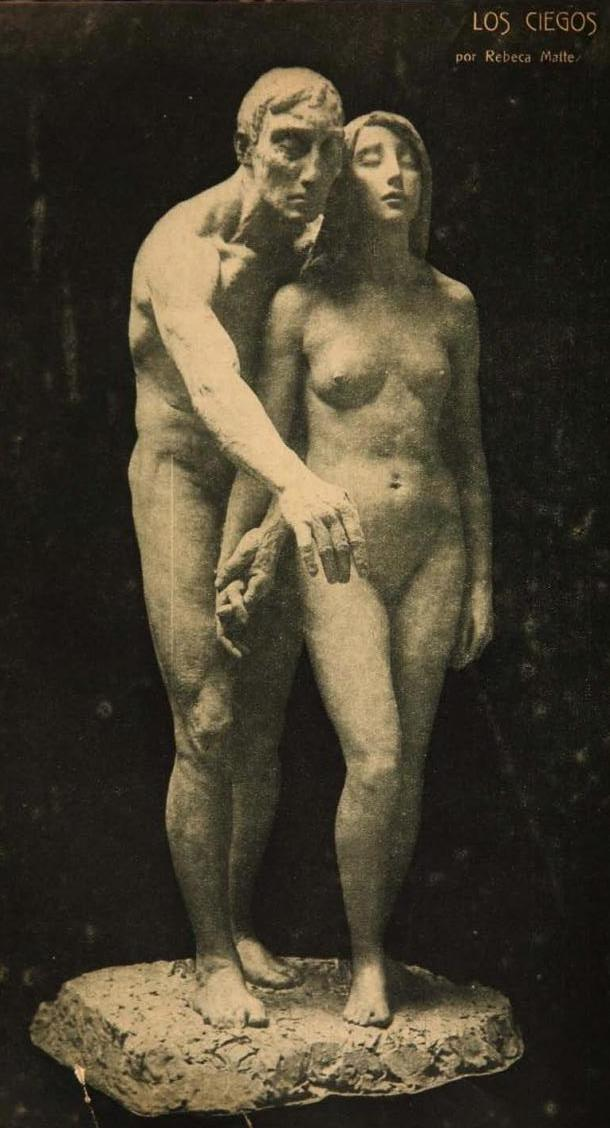
Los Ciegos
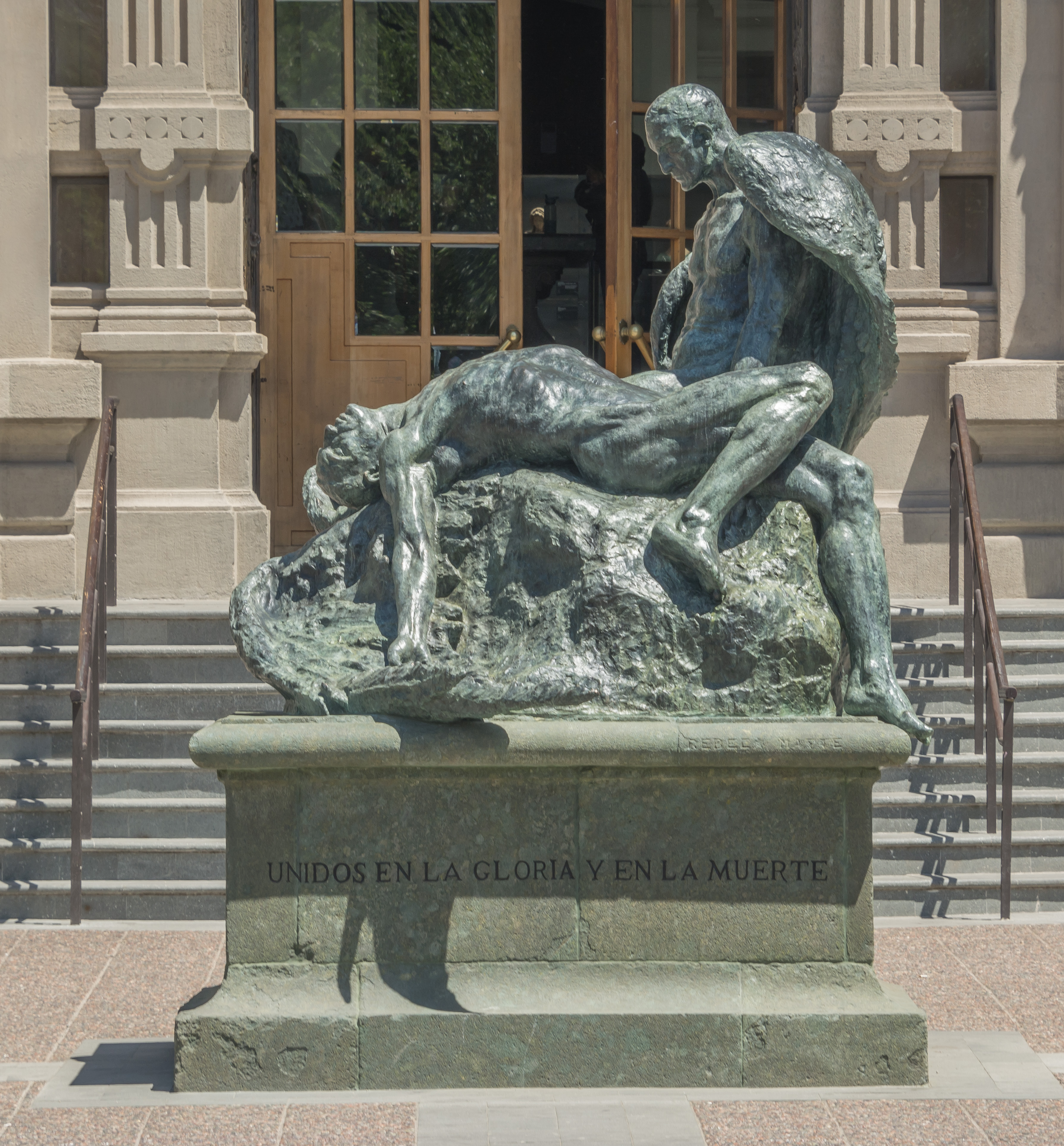
Unidos en la gloria y en la muerte (Ícaro y Dédalo)